# Glina (folyó)
A Glina egy folyó Horvátországban, a Kulpa jobb oldali mellékvize.

## Leírása
A Glina Károlyváros megyében a Kordun területén a Szluinhoz tartozó Donji Kremen falu határában ered. Végig Horvátország területén folyik, de egy szakaszon határt képez Horvátország és Bosznia-Hercegovina között. Ezután északkeleti irányban folyik, miközben átfolyik Topuszka és Glina városán. Eközben számos mellékfolyó vizével gyarapodik, melyek közül a legjelentősebbek a Boszniából érkező Kladušnica és Glinica, valamint a Kordun és a Banovina területéről érkező Rasinja, Buzeta, Čemernica és Maja. Jelentős, 1434 km²-es vízgyűjtő területtel rendelkezik. Különösen Glina városa, a Maja folyó beáramlása után rendelkezik jelentős vízhozammal. Glina városától északra húsz kilométer után folyik a Kulpa folyóba. A folyó nyáron és télen a legsekélyebb, míg tavasszal és ősszel a legbővízűbb. 1880-ban a Glina és a Maja folyók között csatornát ástak. A legmagasabb vízállást 1974-ben mérték 564 cm-rel.

## Növény- és állatvilág
A leggyakoribb növények a folyó mentén a fehér fűz, a mézgás éger, a mocsári írisz és a parti sás. A leggyakoribb vizinövények a vizimoha, a vizitök, a tavirózsa és a spirogyra.
A folyón és a folyó mentén rengeteg rák (folyami rák), hal (csapósügér, fogassüllő, csuka, ponty, harcsa), kétéltű (zöld béka, sárgahasú unka), hüllő (vízisikló, mocsári teknős) és madár (kis vöcsök, szürke gém, vadkacsa, jégmadár) él.

## Fordítás
Ez a szócikk részben vagy egészben  a   Glina (rijeka) című horvát Wikipédia-szócikk ezen változatának fordításán alapul.  Az eredeti cikk szerkesztőit annak laptörténete sorolja fel. Ez a jelzés csupán a megfogalmazás eredetét és a szerzői jogokat jelzi, nem szolgál a cikkben szereplő információk forrásmegjelöléseként.